# 水祝儀
水祝儀（みずしゅうぎ）は、日本の伝統行事の一つ。同じ「水祝儀」の呼び名でも、形態は様々である。今日では多くの地区で廃絶したが、一部の地区で残されている。類似行事の歴史については「水祝い」を参照。

## 静岡県沼津市江浦
静岡県沼津市江浦（えのうら）地区の住吉神社では毎年1月初めに水祝儀が行われる。結婚したての新郎（花婿）に水を浴びせて一人前となったことを祝う。江戸時代中期から伝えられる行事であり、静岡県の無形民俗文化財に指定されている。
前年までに結婚した花婿と保証人にあたる添婿（そえむこ）が、青年会や自治会の役員と御神酒を酌み交わす。花婿が一人前と認められると、境内で青年達が祭礼歌舞（さいれいかぶ）という踊りを踊る。踊り終わると、青年達は花婿と添婿に樽の水を浴びせる。

## 福島県いわき市沼ノ内
福島県いわき市平沼ノ内地区の愛宕神社では毎年1月15日に水祝儀が行われる。まず、無病息災のまじないとして参列者全員が額に墨をつける。次に社殿の前に笹竹を立てて注連縄を張った中に、前年結婚した初婿が立つ。青年団一同は四隅から一斉に水をかける。
2025年（令和7年）は13日に開催し、地区に縁がある花婿がいなかったため未婚男性が代役を務めた。少子化で担い手が減っており、今後は、いわき市内を中心にインターネットを通じて参加希望者を募るという。

## 宮城県香美町小泉
宮城県加美町小泉地区では毎年旧暦2月2日に水祝儀が行われる。まず、参加者全員が額に「水」の字を墨で書く。次に、前年に結婚した夫婦と転入した夫婦が、地区民が手をつないで作った鳥居を潜り抜け、講への加入を認めてもらう。その後、地区の家々を回り、柄杓で水を屋根にかけて火伏せを祈願する。宮城県の重要無形民俗文化財に指定されている。